# Mathias Honsak
Mathias Honsak (ur. 20 grudnia 1996 w Wiedniu) – austriacki piłkarz, grający na pozycji napastnika w niemieckim klubie 1. FC Heidenheim. Były młodzieżowy reprezentant Austrii.